# Gdy umilkły działa
Gdy umilkły działa (org. Первый день мира) – radziecki dramat wojenny z 1959 roku w reż. Jakowa Segela. 

## Opis fabuły
9 maja 1945, koniec wojny. W jednym z niemieckich miasteczek kapituluje miejscowy garnizon. Żołnierze radzieccy wraz z sojusznikami świętują zwycięstwo. Dla kapitana Płatonowa oznacza to upragniony powrót do cywila i rodzinnego Leningradu, gdzie jest wykładowcą na miejscowym uniwersytecie. Wszyscy mówią o nowym życiu podczas nadchodzącego pokoju. Jednak nie wszyscy Niemcy poddają się. Mała grupa SS-manów nie idzie do niewoli i ukrywa się. Śmiertelną ofiarą jednego z nich podczas próby zatrzymania po zdemaskowaniu pada kpt. Płatonow.  

## Obsada aktorska
- Walerian Winogradow – kpt. Płatonow
- Ludmiła Butienina – sanitariuszka Ola Biełousowa
- Arkadij Wowsin – Boris Matwiejewicz, chirurg
- Garri Dunic – pułkownik
- Lusiena Owczinnikowa – Natalia
- Piotr Szczebakow – kpt. Niefiodow
- Aleksandra Daniłowa – lekarz wojskowy
- Andriej Fajt – stary Niemiec
- Nina Mienszykowa – pani Fischer
- Wadim Zacharienko – Fischer
- Igor Puszkariew – Kowaliow (ranny żołnierz w szpitalu grający na gitarze)
- Erwin Knausmüller – niemiecki żołnierz-antyfaszysta
- Heinz Braun – SS-man, zabójca Płatonowa
- Jurij Fomiczow – sanitariusz Siemionycz
- Alieksiej Tiemierin – pastor
- Wadim Zacharienko – rybak
- Galia Karakułowa – córka Fischerów
- Jewgienij Kudraszow – sierż. Zykow

i inni. 	